# 황금 암브로시아 공화국
황금 암브로시아 공화국(롬바르디아어: Aurea Republega Ambrosiana; 이탈리아어: Aurea Repubblica Ambrosiana; 1447년 ~ 1450년)은 밀라노 계승 전쟁의 첫 단계에서 파비아 대학교의 구성원들이 대중의 지지를 받아 밀라노에 세운 단명한 공화국이다. 프란체스코 1세 스포르차의 도움으로 그들은 베네치아 공화국의 군대에 맞서 저항했지만, 배신 후 스포르차는 망명하여 밀라노를 점령하여 공작이 되었고, 공화국은 폐지되었다.

## 참고 문헌
- Ady, Cecilia M; Armstrong, Edward (1907). 《A History of Milan under the Sforza》. Methuen & Co. 2008년 5월 6일에 원본 문서에서 보존된 문서. 2023년 3월 17일에 확인함.
- Bueno de Mesquita, Daniel Meredith (1941). 《Giangaleazzo Visconti, Duke of Milan (1351–1402): a study in the political career of an Italian despot》. Cambridge: Cambridge University Press. ISBN 9780521234559. OCLC 837985673.
- Tolfo, Maria Grazia; Colussi, Paolo (2008). “Chronology 1400-1450” (이탈리아어). Storia di Milano. Group project. 2008년 6월 11일에 확인함.